# Manchaladore, Gubbi
Manchaladore là một làng thuộc tehsil Gubbi, huyện Tumkur, bang Karnataka, Ấn Độ.